# Chlorogeenzuur
De term chlorogeenzuren refereert aan een familie van esters van hydroxykaneelzuur (koffiezuur, ferulazuur en p-coumarinezuur) met kininezuur.
De term chlorogeenzuur kan ook specifiek gebruikt worden voor een ester van koffiezuur en (-)-kininezuur. Het is een belangrijk synthetisch bio-intermediair. Chlorogeenzuur is een belangrijk intermediair in de biosynthese van lignine. Deze component, bekend als antioxidant, vermindert het vrijkomen van glucose in de bloedstroom na een maaltijd.
Chlorogeenzuren bevatten geen chloor. De naam komt van het Griekse χλωρός (lichtgroen) en -γένος (een achtervoegsel dat betekent "voortbrengen"), doordat de groene kleur ontstaat wanneer chlorogeenzuur wordt geoxideerd.